# RCAN1
RCAN1 (англ. Regulator of calcineurin 1) – білок, який кодується однойменним геном, розташованим у людей на короткому плечі 21-ї хромосоми. Довжина поліпептидного ланцюга білка становить 252 амінокислот, а молекулярна маса — 28 079.
| 10         |  | 20         |  | 30         |  | 40         |  | 50         |
| ---------- |  | ---------- |  | ---------- |  | ---------- |  | ---------- |
| MEDGVAGPQL |  | GAAAEAAEAA |  | EARARPGVTL |  | RPFAPLSGAA |  | EADEGGGDWS |
| FIDCEMEEVD |  | LQDLPSATIA |  | CHLDPRVFVD |  | GLCRAKFESL |  | FRTYDKDITF |
| QYFKSFKRVR |  | INFSNPFSAA |  | DARLQLHKTE |  | FLGKEMKLYF |  | AQTLHIGSSH |
| LAPPNPDKQF |  | LISPPASPPV |  | GWKQVEDATP |  | VINYDLLYAI |  | SKLGPGEKYE |
| LHAATDTTPS |  | VVVHVCESDQ |  | EKEEEEEMER |  | MRRPKPKIIQ |  | TRRPEYTPIH |
| LS         |  |            |  |            |  |            |  |            |

A: Аланін

C: Цистеїн

D: Аспарагінова кислота

E: Глутамінова кислота

F: Фенілаланін

G: Гліцин

H: Гістидин

I: Ізолейцин

K: Лізин

L: Лейцин

M: Метіонін

N: Аспарагін

P: Пролін

Q: Глутамін

R: Аргінін

S: Серин

T: Треонін

V: Валін

W: Триптофан

Кодований геном білок за функцією належить до фосфопротеїнів. Задіяний у такому біологічному процесі, як альтернативний сплайсинг.